# Suzanne Lindon
Suzanne Lindon (Parijs, 13 april 2000) is een Frans actrice, scenarioschrijver en filmregisseur.

## Biografie
Suzanne Lindon werd in 2000 geboren in Parijs als dochter van de acteur Vincent Lindon en de actrice Sandrine Kiberlain. Tijdens haar jeugd werd ze buiten de pers gehouden en ze speelde alleen in 2016, kort als figurant mee in Bonne figure , een korte film geregisseerd door haar moeder. Na haar studies aan het lycée Henri-IV werd ze in 2019 ingeschreven in de École nationale supérieure des arts décoratifs in Parijs.
In 2017, toen ze nog op de middelbare school zat, wijdde het tijdschrift Vogue Italia meerdere pagina's aan haar waarin ze werd geïnterviewd en vervolgens te zien was in een reeks foto's gemaakt door Paolo Roversi. In 2020, toen ze twintig jaar oud was, koos ontwerper Hedi Slimane haar als het gezicht van modehuis Céline.

### Carrière
In 2020 draaide Suzanne Lindon haar eerste speelfilm, Seize Printemps, waarin ze de hoofdrol speelde naast Arnaud Valois. De film werd datzelfde jaar geselecteerd voor de officiële competitie op het filmfestival van Cannes, maar het festival werd geannuleerd vanwege de coronapandemie. De film stond gepland voor een release in de Franse bioscopen in 2020, maar werd een jaar uitgesteld ook vanwege de pandemie.
In 2022 speelde ze in het tweede seizoen van de televisieserie En thérapie, naast Frédéric Pierrot, Charlotte Gainsbourg, Jacques Weber en Eye Haïdara, en haar vertolking werd lovend ontvangen door critici.
In 2025 speelde ze de hoofdrol in La Venue de l'avenir van Cédric Klapisch.

## Filmografie

### Als regisseur
- 2020: Seize Printemps (tevens scenario en hoofdrol)

### Als actrice
- 2020: Seize Printemps - als Suzanne
- 2022: Les Amandiers - als serveerster
- 2022: En thérapie (televisieserie) - als Lydia
- 2025: La Venue de l'avenir - als Adèle